# Vidua wilsoni
Vidua wilsoni là một loài chim trong họ Viduidae.